# Елано
Елано Ральф Блумер (порт. Elano Ralph Blumer; нар. 14 червня 1981, Ірасемаполіс, штат Сан-Паулу, Бразилія), більш відомий як Елано (порт. Elano) — колишній бразильський футболіст, що грав на позиції півзахисника. Найбільше відомий виступами за «Сантус», донецький «Шахтар», «Манчестер Сіті» та турецький «Галатасарай». Викликався до національної збірної Бразилії, за яку зіграв 50 матчів.
Після завершення футбольної кар'єри ― тренер. З 26 квітня 2021 року очолює клуб бразильської Серії D, четвертого за значущістю дивізіону країни ― «Ферровіаріа» (Араракуара).

## Клубна кар'єра
У 2001 році підписав свій перший дорослий контракт з «Сантусом», разом з яким двічі став чемпіоном Бразилії, а також дійшов до фіналу Кубка Лібертадорес у 2003 році, поступившись у двоматчевому фіналі аргентинському «Бока Хуніорс». У чемпіонському для команди сезоні 2004 року забив 22 голи у національній першості, привернувши до себе увагу нового головного тренера донецького «Шахтаря» Мірчі Луческу.
1 лютого 2005 року, на початку другого кола чемпіонату України 2004/2005 23-річний півзахисник перейшов до лав «донеччан». За деякими повідомленнями в пресі, вартість трансферу склала 10 млн доларів, з яких 7 млн отримав попередній клуб гравця, а 3 млн. — сам Елано, а його зарплата склала 1,2 млн доларів на рік.
Дебютував за «Шахтар» 25 березня у домашньому матчі 17-го туру проти луцької «Волині» (3:1), забивши гол уже на 27-й хвилині першого тайму. Всього у складі донецького клубу провів 49 матчів у чемпіонатах України, відзначившись у воротах суперників 14 разів. На початку літа 2007 року у гравця почався конфлікт з головним тренером команди, Мірчею Луческу, на підставі незадоволення першого своїм ігровим часом.
2 липня 2007 року підписав чотирирічний контракт з «Манчестер Сіті», який запропонував «Шахтарю» 8 мільйонів фунтів стерлінгів. За «містян» дебютував у матчі 1-го туру чемпіонату Англії проти «Вест Гема» (0:2), на 18-й хвилині віддавши гольовий пас на Роландо Б'янкі. 29 вересня відзначився дебютним голом у футболці «Сіті», реалізувавши штрафний удар на 87-й хвилині та зробивши рахунок 1:3 у виїзному матчі проти «Ньюкасла».

## Міжнародна кар'єра
16 серпня 2006 року Елано став першим в історії гравцем вищої ліги України у складі збірної Бразилії, зігравши у товариській грі проти Норвегії. 3 вересня 2006 року він відкрив рахунок забитим голам за національну збірну, відзначившись «дублем» у товариському матчі проти Аргентини (Бразилія перемогла з рахунком 3-0).

## Тренерська кар'єра
Тренерський шлях Елано розпочався у 2017 році, коли він увійшов до тренерського штабу «Сантуса».
4 липня того ж року йому було доручено виконувати обов'язки головного тренера команди після відставки Дорівала Жуніора. Під його керівництвом клуб зіграв два матчі, перемігши спочатку «Ботафого» (1:0), а потім й «Атлетіку Паранаенсі» (2:0), після чого на посаду головного тренера було призначено Левіра Кульпі.
Втім, вже 28 жовтня Елано знову став виконуючим обов'язки, так як Кульпі було звільнено. Елано працював на цій посаді до 31 грудня, привівши клуб до третьої позиції у національній першості. 31 грудня він подав у відставку за власним бажанням.
7 серпня 2019 року його призначили головним тренером нижчолігового «Інтернасьйонал Лімейра», у якому він виступав на юнацькому рівні. Під керівництвом Елано клуб вилетів у другий дивізіон чемпіонату штату Сан-Паулу, тож по завершенні сезону 2019/2020 він пішов з команди.
27 серпня 2020 року Елано очолив «Фігейренсе», який виступав у Серії В. 13 листопада того ж року подав у відставку після поразки від салвадорської «Віторії» з рахунком 3:0.
26 квітня 2021 року був призначений головним тренером клубу Серії D, четвертого за значущістю дивізіону країни ― «Ферровіаріа» (Араракуара).

## Титули і досягнення

### «Сантус»
- Чемпіон Бразилії (2): 2002, 2004
- Чемпіон штату Сан-Паулу (4): 2011, 2012, 2015, 2016
- Фіналіст Кубка Лібертадорес : 2003
- Переможець Кубка Лібертадорес: 2011

### «Шахтар»
- Чемпіон України (2): 2004/05, 2005/06
- Володар Суперкубка України: 2005
- Фіналіст Кубка України: 2004/05

### «Ченнаїн»
- Чемпіон Індійської Суперліги: 2015

### Збірна Бразилії
- Володар Кубка місячного нового року: 2005
- Володар Кубка Америки: 2007
- Володар Кубка Конфедерацій: 2009

### Особисті
- Символічна збірна Бразилії за версією Jornal de Tarde: 2004[21]
- Символічна збірна Південної Америки за версією El Pais: 2003, 2004[21]
- Золота бутса Ліги Пауліста: 2011
- Символічна збірна Ліги Пауліста: 2011[22]
- Золота бутса Індійської Суперліги